# La mafia tue seulement en été (série télévisée)
Pour l’article homonyme, voir La mafia tue seulement en été.
La mafia tue seulement en été (La mafia uccide solo d'estate) est une série télé italienne adaptée du film du même nom.

## Synopsis
La série, comme le film, raconte de façon tragicomique la vie de Salvatore, qui depuis ses plus jeunes années, croise la route de la mafia sicilienne. C'est un enfant particulièrement sensible aux bizarreries qu'il voit survenir tous les jours dans sa ville. Il subit le destin de tous les jeunes journalistes et militants qui ont affronté la vérité en face et qui, trop souvent, deviennent des victimes de la mafia (it).

## Fiche technique
- Titre original: La mafia uccide solo d'estate
- Titre: La mafia tue seulement en été
- Réalisation: Luca Ribuoli
- Scénario: Stefano Bises, Michele Astori, Michele Pellegrini, Viola Rispoli, Pif
- Musique: Santi Pulvirenti
- Direction artistique: Rosalia Maria Lia Canino
- Décors: Marta Maffucci
- Costumes: Eva Coen
- Photographie: Ivan Casalgrandi
- Monteur: Marco Garavaglia
- Producteurs:
  - Exécutif: Fulvio Rossi
  - Délégué: Olivia Sleiter
- Pays de production: Italie
- Langue originale: Italien

## Distribution
- Claudio Gioè : Lorenzo Giammarresi
- Anna Foglietta : Pia Melfi in Giammarresi
- Francesco Scianna : Massimo Melfi
- Valentina D'Agostino : Patrizia
- Angela Curri : Angela Giammarresi
- Edoardo Buscetta : Salvatore Giammarresi

## Épisodes

### Première saison
1. La mafia non esiste
2. Fidejussioni e vecchie minchiate
3. Uomini del Colorado
4. Tore
5. Anche i mafiosi vanno in Paradiso
6. Liggio + 2
7. Un cornuto e mezzo
8. Milianciane ammuttunate
9. Picciuli e piruocchi
10. Difendere la democrazia
11. Gente di parola
12. Piccoli eroi

### Deuxième saison
1. L'apostolo rosa
2. Pezzo di fango e cornuto
3. Santuzze e pitonesse
4. Finché c'è disperazione c'è speranza
5. Rime Baciate
6. Carbone per il presidente
7. Bulli e Pupe
8. La mafia è un parallelepipedo
9. Un fatto di chimica
10. La fortuna è lieve
11. L'inno del carrubo
12. Il posto dei civili